# Senard
Senard is een plaats en voormalige gemeente in het Franse departement Meuse in de regio Grand Est.

## Geschiedenis
Op 1 januari 1973 fuseerde Senard met Pretz-en-Argonne en Triaucourt-en-Argonne tot de gemeente Seuil-d'Argonne.